# Мороз, Александр Васильевич
Алекса́ндр Васи́льевич Моро́з (укр. Олександр Васильович Мороз; род. 5 апреля 1952, Сталино) — советский футболист, игравший на позиции нападающего.

## Биография
Воспитанник донецкого футбола, выступал в дублирующем составе «Шахтёра» (9 голов в сезоне 1971 года), после чего был приглашён в ворошиловградскую «Зарю». Проведя сезон 1974 года в дубле команды (и забив 7 голов), 12 апреля 1975 года дебютировал за основной состав в матче высшей лиги чемпионата СССР против киевского «Динамо», на 70-й минуте выйдя на замену вместо Виктора Стульчина. Всего за «Зарю» провёл 2 матча. Не имея возможности закрепиться в основе ворошиловградской команды, вторю половину сезона 1975 года провёл в кировоградской «Звезде». В том же году вместе с командой стал обладателем Кубка УССР, забив решающий гол во втором финальном матче в ворота симферопольской «Таврии». В следующем сезоне перешёл в горловский «Шахтёр», с которым также дошёл до финала Кубка УССР, но там команда уступила киевскому СКА. За горловскую команду выступал в течение трёх сезонов, после чего перешёл в черновицкую «Буковину», где и закончил карьеру, сыграв за клуб более 100 матчей. По завершении выступлений играл за любительский «Виброприбор» из Кишинёва. Затем стал детским футбольным тренером

## Стиль игры
Высокий, фактурный, целеустремлённый нападающий, но очень часто передерживал мяч. Хорошо играл головой. Обладал хорошим чувством гола и дистанционной скоростью.

## Достижения
- Обладатель Кубка Украинской ССР: 1975
- Финалист Кубка Украинской ССР: 1976
- Серебряный призёр Чемпионата УССР: 1980